# 丸山孝
丸山 孝（まるやま たかし、1953年1月28日 - ）は、日本の元男子バレーボール選手（全日本代表）、バレーボール指導者。

## 来歴
東京都出身。中央大学附属高等学校3年の時に三冠を達成。中央大学進学後、ユニバーシアードモスクワ大会（1973年）に出場し、3年次に全日本入り。4年次には秋リーグとインカレの全タイトルで優勝を果たした。卒業後の1975年に日本鋼管（現・JFEエンジニアリング）に入社し、NKKナイツの選手として活躍。
1976年モントリオールオリンピックバレーボール4位入賞。
1980年度からNKKナイツの主将を務め、1983年度からは花輪晴彦に主将を引き継いで選手兼任コーチとなった（1986年度まで）。

## 受賞歴
- 1977年 - 第10回日本リーグ ベスト6
- 1978年 - 第11回日本リーグ ベスト6